# Combate de Cucha Cucha
El combate de Cucha Cucha se produjo el 23 de febrero de 1814 durante el período de la guerra de la Independencia de Chile denominado Patria Vieja. El enfrentamiento ocurrió cuando fuerzas del Ejército Real de Chile atacaron la retaguardia de las tropas del ejército independentista al mando de Juan Mackenna, compuesta por soldados del Ejército de Chile y por el Batallón de Auxiliares Argentinos de las Provincias Unidas del Río de la Plata.

## Antecedentes
Luego de que Bernardo O'Higgins se hizo cargo de la jefatura del ejército independentista chileno, destinó a Mackenna con una pequeña división del ejército patriota chileno en febrero de 1814 para situarse cerca de Chillán, mientras él pensaba en intentar recuperar la línea del río Biobío estableciendo su cuartel general en Concepción. Los auxiliares argentinos, acantonados en Quirihue al noroeste de Chillán, se integraron en la división de Mackenna y marcharon con éste hacia el Río Itata. La división de Mackenna en el fundo Membrillar se componía de 800 infantes, 100 dragones y 16 piezas de artillería, siendo nombrado el coronel Marcos Balcarce (jefe de los auxiliares argentinos) como jefe del estado mayor. Los realistas controlaban Chillán y sus fuerzas móviles, compuestas de guerrillas y huasos leales a España, mantuvieron a Mackenna asediado en Membrillar, en donde se había fortificado.
La situación de los patriotas de esta división empeoró por la escasez de víveres y Mackenna despachó destacamentos para proveerse de ganado. Supo también que Luis Urréjola estaba reuniendo tropas en su hacienda de Cucha Cucha para aumentar las fuerzas de su división que se hallaban en Caimaco, a tres leguas del campamento de Mackenna y al otro lado del río Itata, con el fin de atacarlo, por lo que decidió dirigirse a Cucha Cucha con un destacamento para batirlo y apoderarse del ganado de la hacienda. Esa hacienda se hallaba a tres leguas del campamento de Membrillar, en las cercanías del río Ñuble.

## Combate
A la medianoche del 22 de febrero Mackenna partió de su campamento llevando como segundo al coronel Pedro Andrés del Alcázar, con 300 fusileros, 40 dragones, 2 piezas de artillería y varios oficiales de milicias, dejando a Balcarce al mando del campamento. Cuando después del amanecer del día 23 arribaron a la hacienda, la encontraron desierta, pues las fuerzas realistas habían cruzado el río Ñuble, por lo que Mackenna ordenó que dos piquetes saliesen en busca del ganado de la hacienda. Al observar esos movimientos desde la orilla opuesta del río, una fuerza de aproximadamente 150 realistas fue destacada para repasarlo y atacar a los piquetes de Mackenna, pero fue contenida por los soldados del teniente coronel Santiago Bueras haciendo que se dirigieran a unas alturas inmediatas desde donde se desprendían partidas de tiradores. Estas fuerzas fueron perseguidas por las tropas de Bueras y por los voluntarios al mando del alférez Allende, pero debido a que los realistas tenían caballos y los independentistas eran mayormente infantes, no pudieron alcanzarlas. Allende se alejó del resto de la división y quedó en retaguardia.
Luego de reunir ganado, Mackenna ordenó el regreso a su campamento, siendo atacada su retaguardia por una fuerza de más de medio millar de realistas, pudiendo solo auxiliarlos el piquete de caballería al mando de Bueras y 100 auxiliares argentinos al mando del sargento mayor Juan Gregorio de Las Heras, quienes protegían la retirada, pues el resto de las tropas se hallaba en avanzada retirada:

Viendo á las diez del dia que el enemigo no atacaba ni que se le podia alcanzar por la bondad de sus caballos la división se puso en retirada para restituirse ál campo, lo que hizo sin novedad hasta la mitad del camino: quando el enemigo habiendo recibido fuerzas considerables de la división de Urrejola, (y creo también de Chillan, que solo dista de 4 á 5 leguas de Chuca,) intento cortar la guerrilla del Teniente Coronel Bueras; pero este con su acostumbrada intrepidez hizo frente por todas partes, hasta que auxiliado por las demás Tropas, en particular por el valeroso Sargento Mayor de Auxiliares de Buenos Aires D. Juan Gregorio de las Heras, quién con 100 hombres de su cuerpo, y bien sostenido por el Capitán Varga del mismo, avanzo en el mayor orden sobre el enemigo, y le obligo con perdida considerable a replegarse á una altura inmediata que dominaba la posición que ocupaba nuestra Tropa por cuyo motivo, y por haberse inutilizado las dos piezas de Artillería habiéndose roto el exe de la cureña de una, y quedado atascada la lanada en el ánima cónico de la otra determiné variar de posición y tomar una altura que franqueaba la del enemigo. La maniobra se hizo en el mayor orden; y desde el nuevo punto se desafiaba al enemigo que sin embargo de tener de 500 á 600 hombres solo trato de recoger sus muertos y heridos y retirarse; lo que verificó en orden no siéndonos a nosotros posible atacarlo por la falta de Caballería.
Parte de Mackenna a su gobierno

Las Heras logró rechazar tres cargas de tres divisiones realistas, en la última impidió que la partida de Bueras fuera destrozada, cargando a bayoneta y haciendo retroceder a los atacantes hacia una altura, quedando en posesión del campo de batalla durante el tiempo suficiente para proteger la retirada de las tropas, tras lo cual se retiró sin ser molestada su fuerza hacia el campamento de Membrillar.

## Consecuencias
En su parte reservado al Gobierno argentino, de fecha 24 de febrero, Balcarce expresó:

En la acción de ayer en que debió perderse Chile por la vengonzosa fuga de sus tropas, hemos tenido oportunidad de salvarlo merced al arrojo y bravura de las nuestras.

En reconocimiento al valor demostrado en este combate el Gobierno argentino autorizó a Balcarce a diseñar un escudo de honor. Ese escudo era ovalado, orlado de palmas y de laurel y en el centro el lema:

La Patria a los valerosos de Cuchacucha. Auxiliares en Chile. Año de 1814.

Por los hechos de Cucha Cucha, el Gobierno de Chile decretó el ascenso de Balcarce al grado de brigadier general, mientras que el Gobierno de Buenos Aires lo elevó el 9 de septiembre de 1814 al recientemente creado rango de coronel mayor, siendo el primero que lo obtuvo.
Después de esta acción el grueso del ejército, con O'Higgins a la cabeza, acudió a reunirse con Mackenna y en su avance triunfó sobre los realistas en el Combate de El Quilo el 19 de marzo de 1814. 